# 2-метоксиетанол
2-метоксиетанол, або метил целосолв - це органічна сполука з формулою C
3H
8O
2, яка використовується в основному як розчинник. Це прозора безбарвна рідина з етерним запахом. Він належить до класу розчинників, відомих як етери гліколю, які відрізняються своєю здатністю розчиняти різні типи хімічних сполук і змішуваністю з водою та іншими розчинниками. Він може утворюватися шляхом нуклеофільної атаки метанолу на протонований етиленоксид з подальшим переносом протона:
C
2H
5O+
 + CH
3OH → C
3H
8O
2 + H+

2-метоксиетанол використовується як розчинник для багатьох різних цілей, таких як лаки, барвники та смоли. Його також використовують як добавку в антифризі розчини. У металоорганічній хімії він зазвичай використовується для синтезу комплексу Васка та споріднених сполук, таких як карбонілхлоргідридотрис(трифенілфосфін)рутеній (II). Під час цих реакцій спирт діє як джерело гідриду та монооксиду вуглецю.
2-метоксиетанол токсичний для кісткового мозку та яєчок. Працівники, які піддаються впливу високих концентрацій, піддаються ризику гранулоцитопенії, макроцитарної анемії, олігоспермії та азооспермії.
Метоксиетанол перетворюється алкогольдегідрогеназою в метоксиоцтову кислоту, яка є речовиною, яка викликає шкідливі ефекти. І етанол, і ацетат мають захисну дію. Метоксиацетат може входити в цикл Кребса, де він утворює метоксицитрат.

## В космосі
У 2024 році група під керівництвом дослідників з Массачусетського технологічного інституту повідомила про відкриття 2-метоксиетанолу в області зореутворення в туманності NGC 6334. Відкриття було зроблено шляхом дослідження в лабораторії спектральної сигнатури 2-метоксиетанолу під час обертання молекули. Цей підпис потім шукали в даних спостережень для регіону, зібраних Atacama Large Millimeter Array, і було виявлено 25 його спектральних ліній, що є безпечною ідентифікацією молекули в астрономічних даних.